# Gruta do Natal

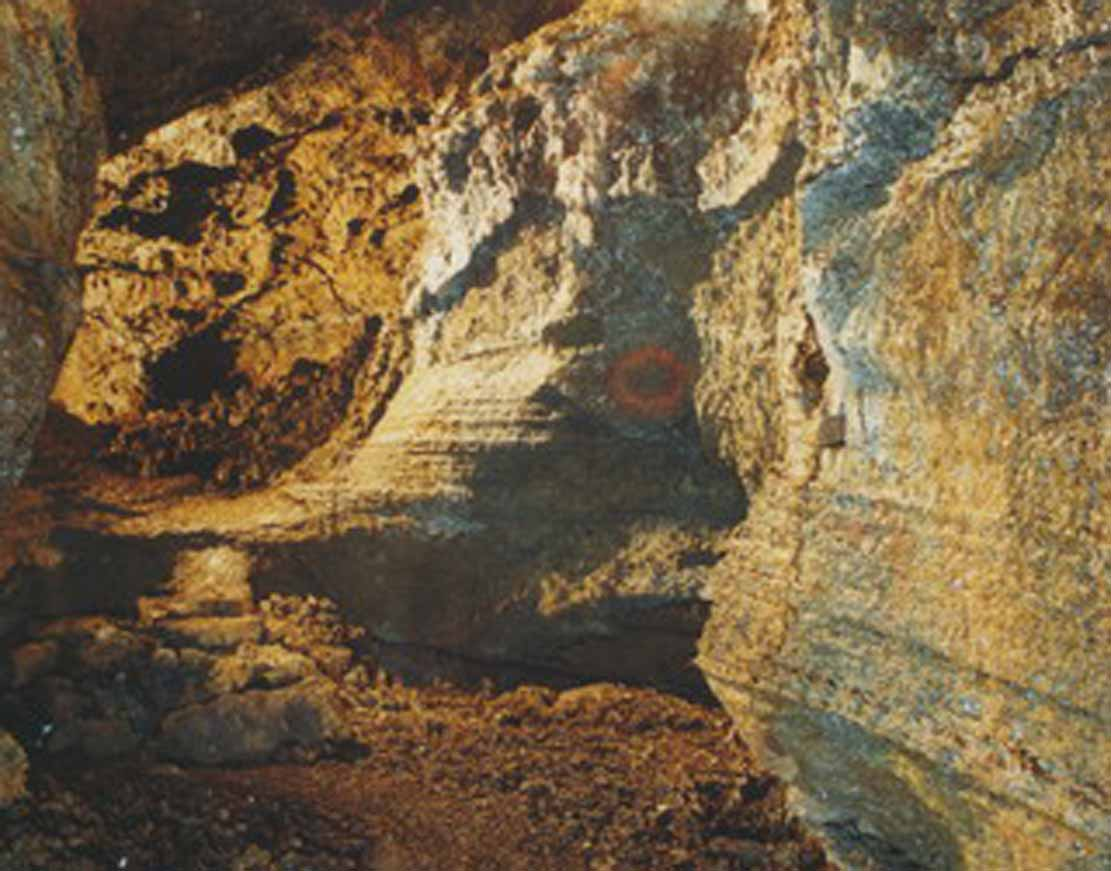
Gruta do Natal, Terceira: galeria central.

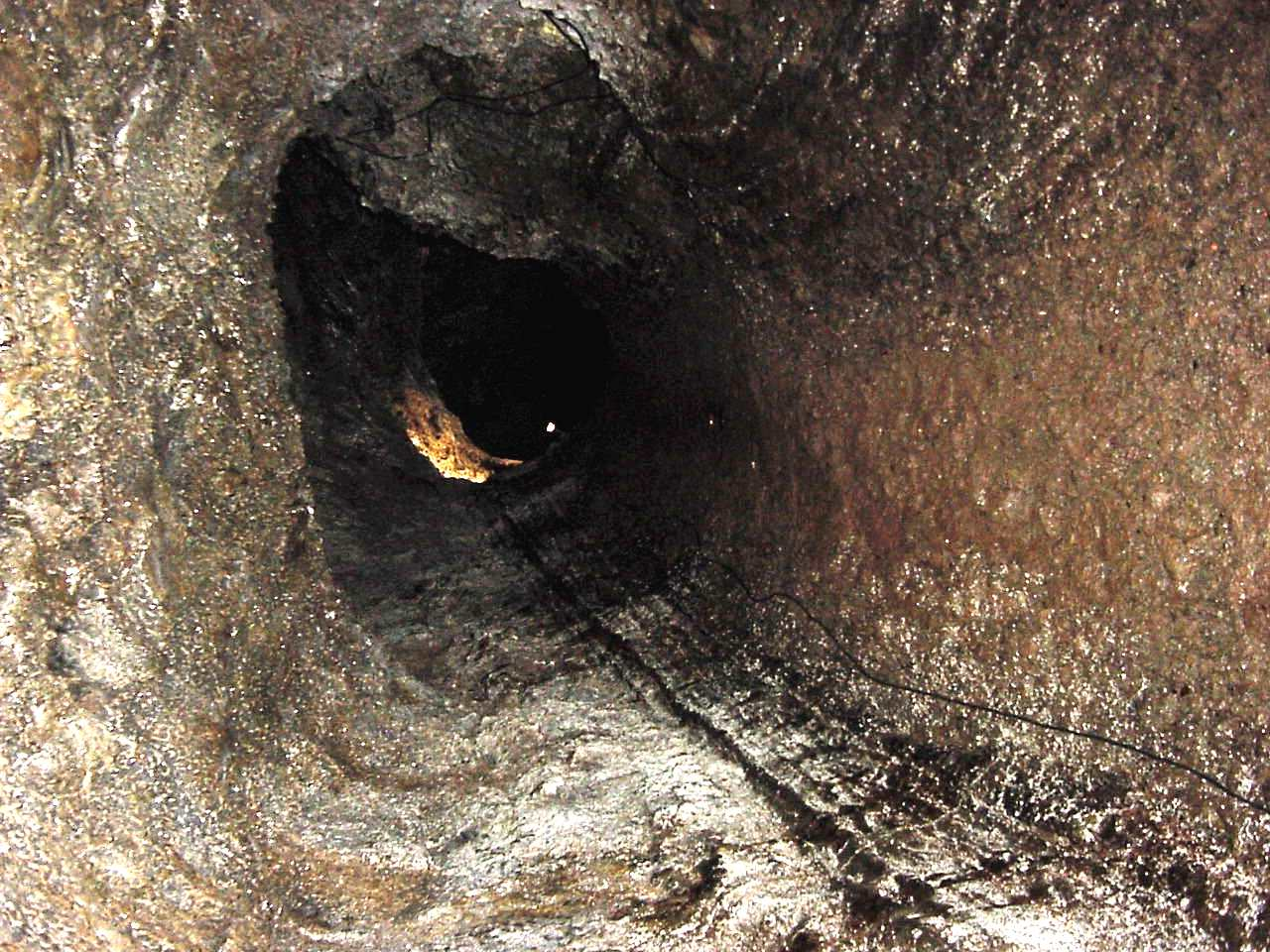
Gruta do Natal: túnel.

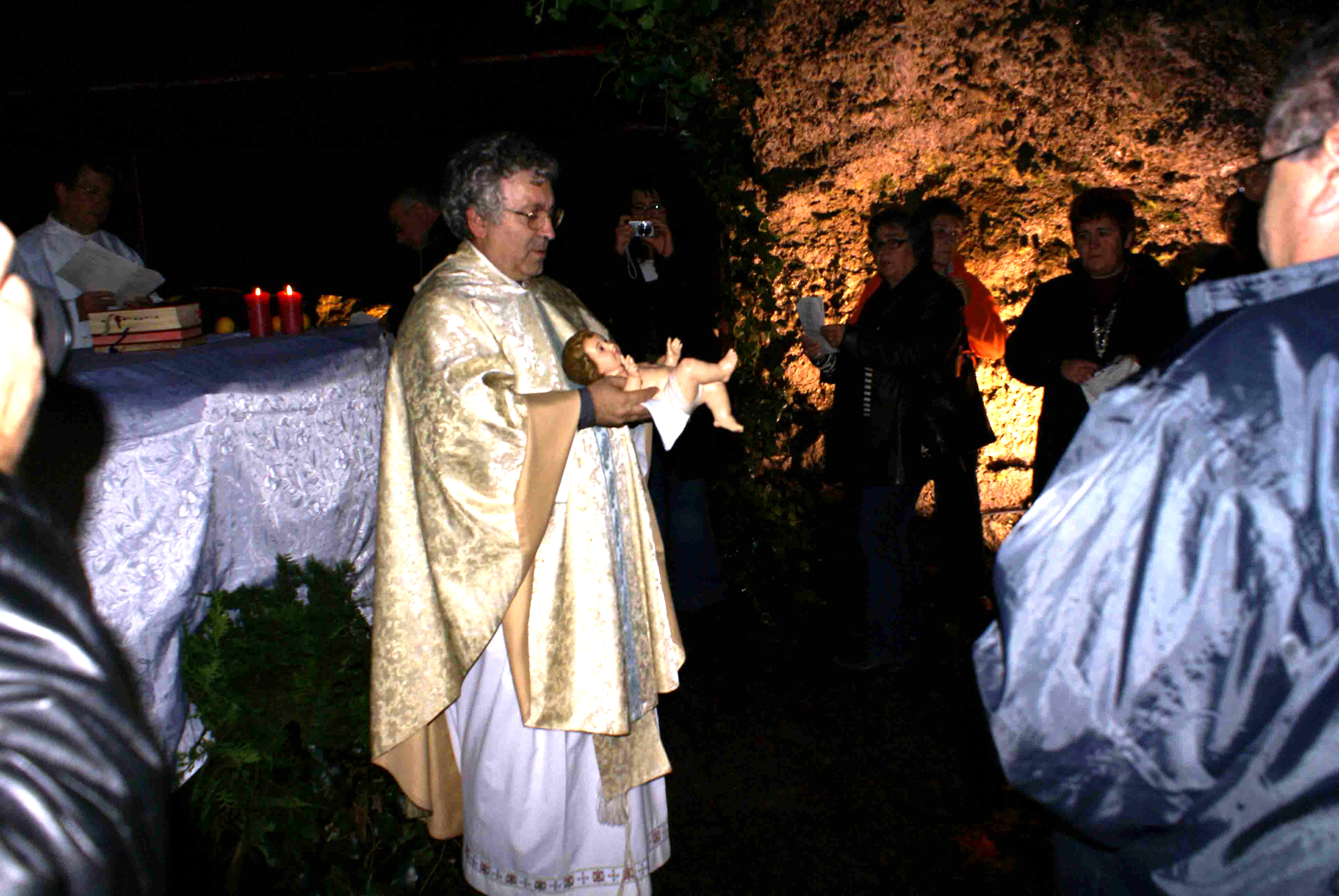
Gruta do Natal: missa de Natal.

A Gruta do Natal localiza-se na freguesia dos Altares, concelho de Angra do Heroísmo, na ilha Terceira, nos Açores.
É uma formação geológica bastante extensa, resultante da formação de um tubo lávico no interior da ilha, compreendido na Reserva Florestal Natural da Serra de Santa Bárbara e Mistérios Negros. Possui ramificações na forma de diferentes túneis, formados pelas escoadas de lavas em diferentes direcções. Uma das suas curiosidades é o facto de se localizar em grande parte por baixo de uma lagoa, a Lagoa do Negro.

## História
Ao longo da história esta gruta foi conhecida por vários nomes, tais como "Galeria Negra", "Gruta do Cavalo", até ao atual nome, que se deve a uma tradição iniciada pela associação "Os Montanheiros", de celebração de uma missa na gruta, no dia de Natal:
"Assim, após 25 de Dezembro de 1969, com a  celebração de uma missa pelo Patriarca das Índias, D. José Vieira Alvernaz, passou a chamar-se de Gruta do Natal, denominação pela qual a grande  parte da população a conhece. Esta data marca ainda a abertura da gruta pela primeira vez à população em geral, para tal tendo sido construído um acesso simples e instalada uma iluminação rudimentar. Em altura das festividades natalícias têm sido realizadas, desde então, a Missa de Natal, presidida por Sua Eminência o Bispo de Angra e ilhas dos Açores, tendo sido também palco de um baptizado."
A exploração espeleológica desta gruta só foi possível há relativamente poucos anos, graças à iniciativa da associação de espeleologia "Os Montanheiros", que procedeu a esse trabalho.
A associação inaugurou, no dia 1 de Dezembro de 1998, uma casa de apoio para a exploração turística desta gruta, que em 2006 foi sujeita a obras de ampliação. Esta estrutura de apoio foi construída de forma a se enquadrar completamente no ambiente natural circundante. Nela, além do acesso à gruta propriamente dita, o visitante pode observar uma exposição fotográfica que procurar representar a actividade histórico-social ocorrida nesta gruta, particularmente as missas, batizados e casamentos já aqui realizados.
A electrificação desta cavidade natural também foi tema de cuidado devido ao ambiente húmido do seu interior, e à necessidade imperiosa de não danificar o ambiente natural e obter-se a um correto enquadramento da projecção dos fachos luminosos.
Pelas suas características geomorfológicas e biodiversidade envolvente esta gruta encontra-se registada como fazendo parte da Rede Natura 2000.

## Características
Trata-se de um tubo de lava com um total de 697 metros de extensão, uma altura máxima de 12 metros e uma largura máxima de 7 metros, localizado em planalto. Torna-se preferencial na escolha para uma exploração deste género por, na quase totalidade da gruta, o trânsito ser fácil, em chão com pouco desnível e tectos altos. O circuito interno é feito de forma a que não haja necessidade do visitante percorrer o mesmo trajecto na ida e na volta.
No seu interior podem ser observadas estruturas geológicas diversas tais como escorrências de diferentes tipos de lava, estalactites  e balcões laterais.
Apresenta-se como um espaço didáctico a que recorrem  professores, acompanhados por alunos, de forma a explicar e compreender as manifestações vulcânicas que se encontraram na génese das ilhas.

## Fauna cavernícola

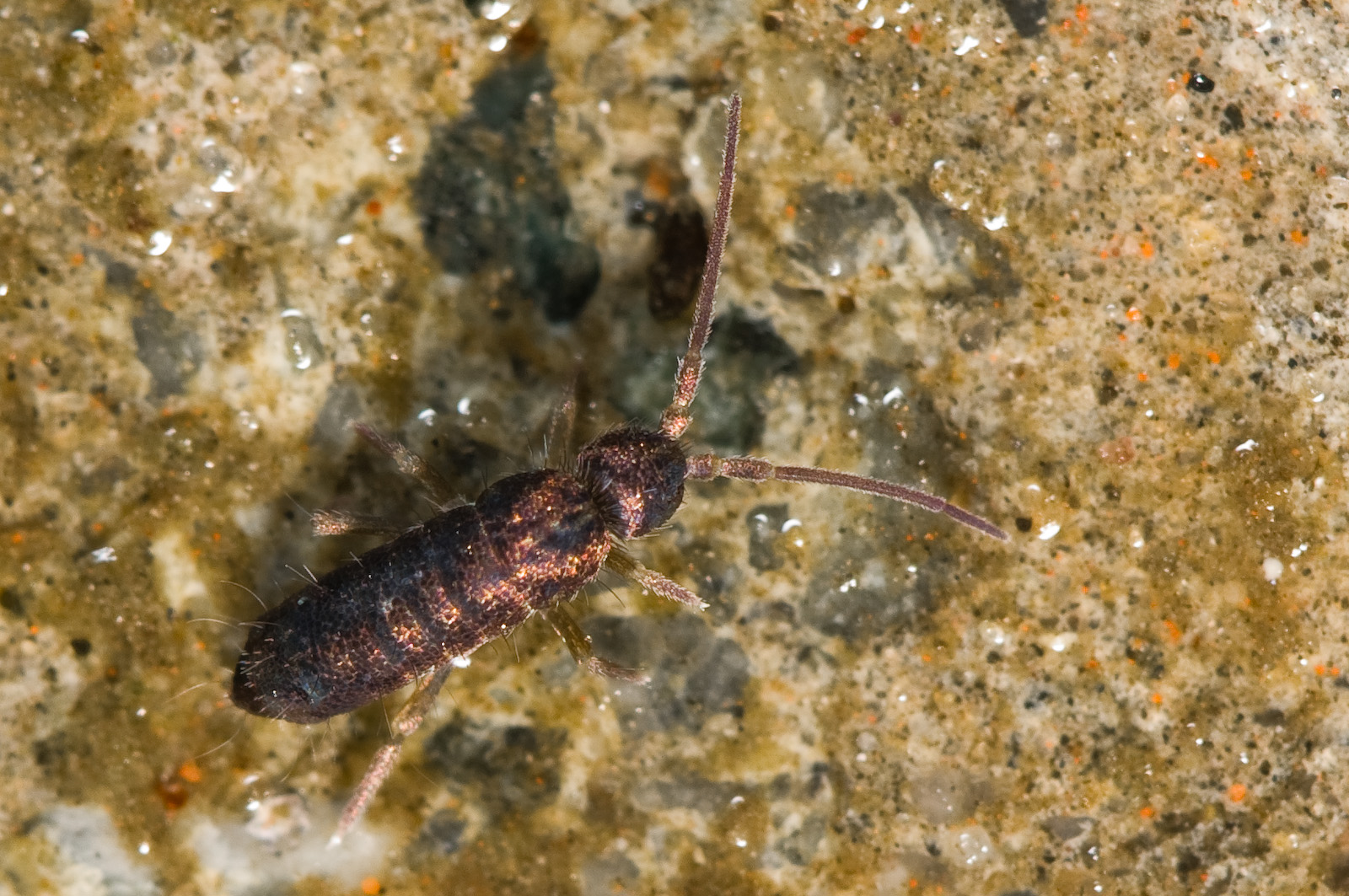
Tomocerus minor

Espécie: Tomocerus minor (Lubbock), Ordem: Collembola, Família: Tomoceridae.